# One London
One London byla malá britská politická strana, která působila v Londýně. Založili ji 1. září 2005 Damian Hockney a Peter Hulme-Cross, zastupitelé v Londýnském shromáždění, do kterého byli původně zvoleni za United Kingdom Independence Party.
V roce 2008 Damian Hockney ohlásil kandidaturu na starostu Londýna, který je volen přímou volbou, ale vzhledem k nízkým preferencím a ignorování kandidátů menších stran ze strany masmédií, kandidaturu později stáhl. V následných volbách strana neuspěla a přišla o oba své londýnské zastupitele.
Strana zanikla v listopadu 2008.